# Storie di guerra e di magia
Storie di guerra e di magia (Wizards and Warriors) è una serie televisiva statunitense in 8 episodi trasmessi per la prima volta nel corso di una sola stagione nel 1983.
È una serie d'avventura del genere fantastico ambientata in una non precisato futuro medievaleggiante e incentrata sulle vicende di alcuni principi che si battono per il controllo nel regno di Camarand.

## Trama
Il bene e il male si scontrano nelle vesti del principe Eric di Camarand in lotta ogni giorno contro il cattivo Dirk, principe di Aperans. Entrambi sono sempre pronti allo scontro, sostenuti dai rispettivi eserciti.

## Premi
La costumista Theadora Van Runkle nel 1983 vinse il Primetime Emmy Award for Outstanding Costumes for a Series per l'episodio Dungeon of Death.

## Personaggi e interpreti
- Principe Erik Greystone (8 episodi, 1983), interpretato da Jeff Conaway.
- Markus (Marko in originale) (8 episodi, 1983), interpretato da Walter Olkewicz.
- Principe Dirk Blackpool (8 episodi, 1983), interpretato da Duncan Regehr.
- Principessa Ariel (8 episodi, 1983), interpretata da Julia Duffy.
- Mago Vector (8 episodi, 1983), interpretato da Clive Revill.
- Mago Traquil (4 episodi, 1983), interpretato da Ian Wolfe.
- Re Baaldorf (2 episodi, 1983), interpretato da Thomas Hill.
- Strega Bethel, interpretata da Randi Brooks

### Guest star
Tra le guest star: Bobby Porter, Ian Wolfe, Tim Dunigan, Phyllis Katz, Bruce M. Fischer, Jerry Maren, John Bennett Perry, Monique Van De Ven, Stephen Nichols, John Ratzenberger, Alan Shearman, Patrick Wright, Chuck Hoyes, Ron House, Ryeland G. Allison, Troy Evans, Rodger Bumpass, Michael Currie, Richard Fullerton, Steven Strong, Julie Payne, Robert Gray.

## Produzione
La serie fu prodotta da Warner Bros. Television e girata negli studios della Warner Brothers a Burbank in California. Le musiche furono composte da Alf Clausen e Lee Holdridge.

### Registi
Tra i registi sono accreditati:
- James Frawley
- Bill Bixby
- Richard Colla
- Kevin Connor
- Paul Krasny

### Sceneggiatori
Tra gli sceneggiatori sono accreditati:
- Don Reo
- Judith D. Allison
- Robert Earll
- Bill Richmond

## Distribuzione
La serie fu trasmessa negli Stati Uniti dal 26 febbraio 1983 al 14 maggio 1983 sulla rete televisiva CBS. In Italia è stata trasmessa il 26 dicembre 1985 su Canale 5 con il titolo Storie di maghi e di guerrieri e su Italia 7 in replica, nel 1994, con il titolo Storie di guerra e di magia.

## Episodi
- L'unicorno della morte
- Il rapimento
- Il salvataggio
- Notte di terrore
- Cieli di morte
- Le segrete della morte
- Le caverne del caos
- La vendetta di Vulkar